# Veto
Véto (latinsko: »prepovedujem«) je moč posameznika na uradnem položaju ali ustanove, da enostransko prepreči uradno dejanje, največkrat se to nanaša na zakonodajni postopek. V osnovi je namenjen medsebojnem nadzoru moči različnih vej oziroma predstavnikov oblasti, pri čemer pa predstavlja tveganje, da paralizira izvajanje oblasti. To razmerje moči je urejeno različno v različnih državah in naddržavnih organizacijah kot je OZN, odvisno od konkretnega političnega sistema.
Veto je lahko absoluten kot v primeru stalnih članic Varnostnega sveta ZN, ki lahko blokirajo sprejem katerekoli resolucije, ali pa odložilni (suspenzivni) kot v primeru Državnega sveta Republike Slovenije, kjer vložitev veta pomeni, da mora Državni zbor ponovno odločati o predlogu zakona.

## Zgodovina
Izraz je prvič uporabljen v ustavi Rimske republike, ko je po padcu Rimskega kraljestva vrhovna izvršilna oblast prešla na par voljenih konzulov. Konzula sta po zgodnji ustavi imela pravico veta (tudi intercessio) na odločitve drug drugega, kar naj bi zmanjšalo možnosti samovoljne uporabe moči kot se je dogajalo v monarhiji. Konzuli so bili iz vrst patricijev (plemstva), kasneje pa so tudi nižji sloji (plebejci) pridobili predstavnike v državni upravi – tribune. Ti so imeli sprva omejeno pravico veta na odločitve, ki bi delale krivico plebejcem, kasneje pa je bila pravica razširjena na vse odločitve, ki so zadevale plebs.
V sodobni obliki, kot dejanje med različnimi vejami oblasti, je bil veto razvit v Angliji; za razliko od Rimske republike, kjer je bil veto poteza predstavnika oblasti iz enega družbenega sloja v odnosu do drugega, je imel v Angliji kralj, nosilec izvršne oblasti, pravico veta na sklepe zakonodajne oblasti (parlamenta).